# Laura Nappi
Laura Nappi (Genova, 11 dicembre 1949) è un'ex velocista italiana.

## Biografia
Dal 1970 al 1976 fu ben dodici volte campionessa italiana in sei diverse specialità. Di questi titoli, otto furono conquistati nelle staffette (di cui due indoor), tre nei 200 metri piani e uno nel salto in lungo.
Nel 1972 prese parte ai Giochi olimpici di Monaco di Baviera dove gareggiò nei 100 metri piani, finendo esclusa durante le qualificazioni, e nella staffetta 4×100 metri, ma anche in questo caso non riuscì a raggiungere la finale.

## Palmarès
| Anno | Manifestazione  | Sede   | Evento      | Risultato        | Prestazione | Note  |
| ---- | --------------- | ------ | ----------- | ---------------- | ----------- | ----- |
| 1972 | Giochi olimpici | Monaco | 100 m piani | Quarti di finale | 12"13       | [ 1 ] |
| 1972 | Giochi olimpici | Monaco | 4×100 m     | Batteria         | 44"62       |       |

## Campionati nazionali
- 3 volte campionessa italiana assoluta dei 200 m piani (1972, 1973, 1974)
- 1 volta campionessa italiana assoluta del salto in lungo (1976)
- 2 volte campionessa italiana assoluta della staffetta 4×100 m (1970, 1973)
- 3 volte campionessa italiana assoluta della staffetta 4×200 m (1970, 1973, 1974)
- 1 volta campionessa italiana assoluta della staffetta 4×400 m (1971)
- 2 volte campionessa italiana assoluta della staffetta 3×1 giro indoor (1972, 1973)

1970
- Oro ai campionati italiani assoluti, staffetta 4×100 m - 47"8
- Oro ai campionati italiani assoluti, staffetta 4×200 m - 1'41"1

1971
- Oro ai campionati italiani assoluti, staffetta 4×400 m - 3'56"4

1972
- Oro ai campionati italiani assoluti indoor, staffetta 3×1 giro - 1'17"0
- Oro ai campionati italiani assoluti, 200 m piani - 24"0

1973
- Oro ai campionati italiani assoluti indoor, staffetta 3×1 giro - 1'16"2
- Oro ai campionati italiani assoluti, 200 m piani - 23"8
- Oro ai campionati italiani assoluti, staffetta 4×100 m - 46"8
- Oro ai campionati italiani assoluti, staffetta 4×200 m - 1'39"6

1974
- Oro ai campionati italiani assoluti, 200 m piani - 23"60
- Oro ai campionati italiani assoluti, staffetta 4×200 m - 1'40"2

1976
- Oro ai campionati italiani assoluti, salto in lungo - 6,04 m